# Lhoumois
Lhoumois település Franciaországban, Deux-Sèvres megyében. Lakosainak száma 147 fő (2022. január 1.). Lhoumois Gourgé, Aubigny, Oroux és La Peyratte községekkel határos.

## Népesség
A település népességének változása:
| Lakosok száma | 155  | 159  | 147  | 141  | 139  | 137  | 137  | 147  |
|               | 2013 | 2015 | 2017 | 2018 | 2019 | 2020 | 2021 | 2022 |